# Gerhard Radke
Max Georg Gerhard Radke (* 18. Februar 1914 in Berlin; † 24. Juli 1999 ebenda) war ein deutscher Klassischer Philologe.

## Leben
Gerhard Radke wurde 1936 an der Berliner Universität bei Ludwig Deubner mit der Dissertation Die Bedeutung der weißen und der schwarzen Farbe in Kult und Brauch der Griechen und Römer promoviert.
Im Zweiten Weltkrieg wurde er zum Kriegsdienst eingezogen und in der Nähe von Belgrad stationiert. In dem Haus, in dem er dort untergebracht war, lebte auch eine aus Belgrad geflüchtete jüdische Familie, die zwar über iranische Reisepässe verfügte, diese aber bei der überstürzten Flucht aus Belgrad hatte zurücklassen müssen. Gerhard Radke brachte die Familie mit einem Militärfahrzeug zu ihrer Wohnung und brach die dort angebrachte Versiegelung auf, so dass die Familie Pässe sowie Wertgegenstände herausholen konnte. In den bis zu Radkes Versetzung an die russische Front verbleibenden zwei Wochen besorgte er der Familie alle für die Ausreise nach Palästina notwendigen Dokumente, so dass diese über Bulgarien und die Türkei ausreisen konnte und auf diese Weise dem Holocaust entging.
Nach seiner Rückkehr arbeitete er in Berlin als Gymnasiallehrer. 1956 wurde er an der Technischen Universität Berlin zum Honorarprofessor ernannt. Bis zu seiner Pensionierung arbeitete er erst als Oberstudiendirektor, dann als Leitender Oberschulrat in der West-Berliner Senatsverwaltung für Schulwesen. Zu seinem 70. Geburtstag veröffentlichten Ruth Altheim-Stiehl und Manfred Rosenbach zu seinen Ehren eine Festschrift mit dem Titel Beiträge zur altitalischen Geistesgeschichte (Münster 1986).
Neben seiner Lehr- und Organisationstätigkeit war Radke sein Leben lang in der Forschung tätig. Seine Schwerpunkte waren die römische Religion, Chronologie und frühe Sprachstufen des Lateinischen. Zu seinen bekanntesten Schriften gehören Die Götter Altitaliens (Münster 1965. Zweite, durchgesehene und ergänzte Auflage 1979), Politik und literarische Kunst im Werk des Tacitus (Stuttgart 1972), Archaisches Latein: Historische und sprachgeschichtliche Untersuchungen (Darmstadt 1981), Zur Entwicklung der Gottesvorstellung und der Gottesverehrung in Rom (Darmstadt 1987) und Fasti Romani: Betrachtungen zur Frühgeschichte des römischen Kalenders (Münster 1990). Außerdem verfasste Radke zahlreiche geographische Artikel für die Neubearbeitung von Paulys Realencyclopädie der classischen Altertumswissenschaft und für den Kleinen Pauly.
Für seine Verdienste wurde Radke mehrfach ausgezeichnet. Er war seit 1959 Kommandeur des griechischen Phönix-Ordens, seit 1967 Ehrenbürger der Stadt Camerino in Italien und seit den 1970er Jahren Mitglied in verschiedenen wissenschaftlichen Gesellschaften Italiens. 1985 wurde ihm das Bundesverdienstkreuz am Bande verliehen. Für seinen Widerstand gegen den Nationalsozialismus wurde Radke 1967 der Ehrentitel Gerechter unter den Völkern verliehen.

## Schriften (Auswahl)
- Die Bedeutung der weißen und der schwarzen Farbe in Kult und Brauch der Griechen und Römer. Neuenhahn, Jena 1936 (= Berlin, Universität, Dissertation 1936).
- Die Götter Altitaliens (= Fontes et commentationes. 3, ISSN 0077-1953). Aschendorff, Münster 1965, (2., durchgesehene und ergänzte Auflage. ebenda 1979, ISBN 3-402-05192-3).
- Via publicae Romanae. Druckenmüller, Stuttgart 1971 (Vorabdruck aus: Paulys Realencyclopädie der classischen Altertumswissenschaft. Supplement-Band 13).
- Archaisches Latein. Historische und sprachgeschichtliche Untersuchungen (= Erträge der Forschung. Bd. 150). Wissenschaftliche Buchgesellschaft, Darmstadt 1981, ISBN 3-534-08063-7.
- Zur Entwicklung der Gottesvorstellung und der Gottesverehrung in Rom (= Impulse der Forschung. Bd. 50). Wissenschaftliche Buchgesellschaft, Darmstadt 1987, ISBN 3-534-08342-3.
- Fasti Romani. Betrachtungen zur Frühgeschichte des römischen Kalenders (= Orbis antiquus. H. 31). Aschendorff, Münster 1990, ISBN 3-402-05409-4.

Herausgeberschaft
- mit Arnold Bork: Altertumskunde und Unterricht. Volk und Wissen, Berlin u. a. 1948.
- mit Arnold Bork: Beiträge zur Altertumskunde. Pädagogischer Verlag, Berlin u. a. 1949.
- Gedenkschrift für Georg Rohde (= Aparchai. Bd. 4, ZDB-ID 844417-1). Niemeyer, Tübingen 1961.
- Cicero, ein Mensch seiner Zeit. Acht Vorträge zu einem geistesgeschichtlichen Phänomen. de Gruyter, Berlin 1968.
- Politik und literarische Kunst im Werk des Tacitus (= Der altsprachliche Unterricht. 1). Klett, Stuttgart 1971, ISBN 3-12-963900-4.